# Susumu Nakanishi
Susumu Nakanishi (中西進, Nakanishi Susumu), né le 21 août 1929 à Tokyo,,, est un universitaire spécialiste de littérature japonaise et en particulier du Man'yōshū. Il est président honoraire du musée de la culture Man'yo, président du musée de littérature Koshinokuni, et a été conférencier invité à l'université de Princeton.
Il est lauréat en 1970 du prix de l'Académie des sciences du Japon pour son travail de recherche en littérature comparée et sur le Man'yōshū, et en 2013 de l'Ordre de la Culture,. Il a été qualifié de « plus grand spécialiste vivant du Man'yōshū au Japon ».

## Source de la traduction
- (en) Cet article est partiellement ou en totalité issu de l’article de Wikipédia en anglais intitulé « Susumu Nakanishi » (voir la liste des auteurs).